# アリー・ランドストローム
アリー・ランドストローム（スウェーデン語: Ally Lundström、1935年11月15日 - ）は、スウェーデン、ストックホルム出身のフィギュアスケート選手（女子シングル）。1956年コルティナダンペッツォオリンピックスウェーデン代表。

## 主な戦績
| 大会/年            | 1952-53 | 1953-54 | 1954-55 | 1955-56 | 1956-57 |
| ------------------ | ------- | ------- | ------- | ------- | ------- |
| オリンピック       |         |         |         | 19      |         |
| 世界選手権         |         | 18      |         |         |         |
| スウェーデン選手権 | 3       | 3       | 2       | 1       | 1       |